# Bonus Pömerl
Bonus Pömerl OCist (oder Pemerl) (* 1685 in Hohenfurt (Böhmen); † 24. April 1734 in Wilhering) war ein österreichischer Zisterzienser. Von 1730 bis 1734 amtierte er als Abt des Klosters Wilhering.

## Leben
Bonus Pömerl trat zunächst als Novize in das Kloster Wilhering ein und legte dort im Jahr 1706 die Profess ab. Nach einem Studium der Theologie an der Universität Wien wurde er Administrator im Stift Engelszell, das bis 1740 vom Kloster Wilhering aus verwaltet wurde. Nachdem Vorgängerabt Hilarius Sigmund sein Amt im Alter von 64 Jahren am 7. Januar 1730 aufgegeben hatte, wurde Bonus Pömerl am 8. Januar 1730 zu seinem Nachfolger gewählt. Die insgesamt nur 4 Jahre dauernde Amtszeit von Abt Pömerl wurde vor allem durch das Ereignis des großen Klosterbrands am 6. März 1733 gekennzeichnet.
Nach Anreizung, Überredung und Drohung durch den umherziehenden Bettler Jacob Eder aus Hartkirchen, zündete das 14-jährige Dienstmädchen Elisabeth Prindlin das Kloster an. Hierbei wurden die Kirche, das Konventgebäude, die Abtei, die Getreidekästen mit allen Vorräten, die Hoftaverne und das Bräuhaus Raub der Flammen. Der später entdeckte Anstifter des Brandes wurde auf dem Scheiterhaufen verbrannt und das Dienstmädchen zu 4 Jahren Zuchthaus verurteilt. Abt Pömerl begann zwar zügig mit den Wiederaufbauarbeiten am Kloster, konnte diese jedoch nicht mehr alle während seiner kurzen Amtszeit vollenden.
Kurz vor seinem Tod gelang es ihm noch am 2. April 1734 durch Verhandlung mit dem Kloster Sankt Florian die Pfarre Heinrichsschlag, gegen Abtretung von 20 Häusern der Pfarrkirche Gramastetten an die dem Patronat Sankt Florian unterstehende Pfarre St. Gotthard zu erwerben. Bonus Pömerl starb am 24. April 1734. Sein Nachfolger Johann (IV.) Baptist Hinterhölzl wurde am 1. Juni 1734 zum neuen Abt des Klosters Wilhering gewählt.